# Rodoald longobárd király
Rodoald, más írásmóddal Rodwald (637 – 653) longobárd király 652-től.
Édesapját, Rotharit követte a trónon. Hat hónapi uralkodás után a hercegek nagy zavargást támasztottak és a királyt pedig meggyilkoltatták.

## Házassága
Rodoald 652-ben feleségül vette saját mostohaanyját, Gundbergát, Agilulf király leányát.

## Eredeti források
- Pauli Historia Langobardorum